# رود جونستون
رود جونستون (بالإنجليزية: Rod Johnston)‏ هو مدع وضابط ومحامي وسياسي أمريكي، ولد في 1938 في ميلواكي في الولايات المتحدة، وتوفي في 30 مارس 2018 في تيبي أيلاند في الولايات المتحدة. نشط حزبياً في الحزب الجمهوري. وقد انتخب عضو جمعية ولاية ويسكونسن وانتخب عضو مجلس ولاية ويسكونسن.